# Gregorio II di Gerusalemme
Gregorio (fl. XIV secolo) è stato un arcivescovo ortodosso bizantino, patriarca di Gerusalemme nella prima metà del XIV secolo.
Non si conosce nulla della vita di questo patriarca, menzionato negli elenchi tradizionali dei patriarchi di Gerusalemme tra Atanasio III e Lazzaro. Storicamente, è documentato in una sola occasione: in un manoscritto della lavra di San Saba dell'XI secolo, si trova una sua iscrizione in arabo datata 1322. Questo farebbe supporre che Gregorio II non fosse greco, ma arabo.
Alcuni autori attribuiscono a Gregorio II di Gerusalemme la professione di fede che inviò, in occasione della sua elezione, al patriarca di Costatinopoli Giovanni XIII Glykys (1315-1319), il quale gli rispose invitandolo a venire nella capitale imperiale. In realtà questa documentazione non riguarda il patriarca di Gerusalemme, ma l'omonimo e contemporaneo Gregorio II di Alessandria (ca. 1316-1354).